# Berdeniella salamannai
Berdeniella salamannai és una espècie d'insecte dípter pertanyent a la família dels psicòdids que es troba a Europa: Itàlia.